# Georg Jennerwein

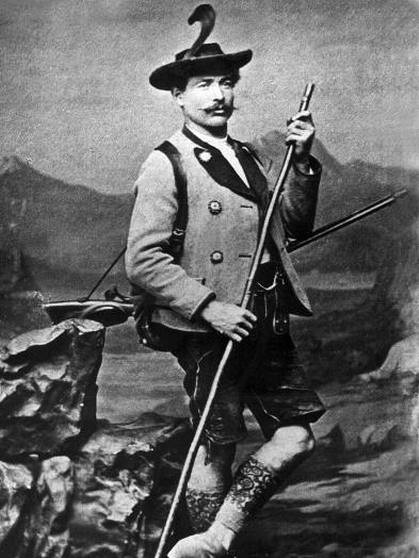
Georg Jennerwein

Georg Jennerwein (auch: Girgl von Schliers; * 19. April 1849 in Haid, einem Ortsteil von Holzkirchen; † 6. November 1877 am Peißenberg genannten Rinnerspitz in den Schlierseer Bergen) war ein bayerischer Wilderer.

## Leben

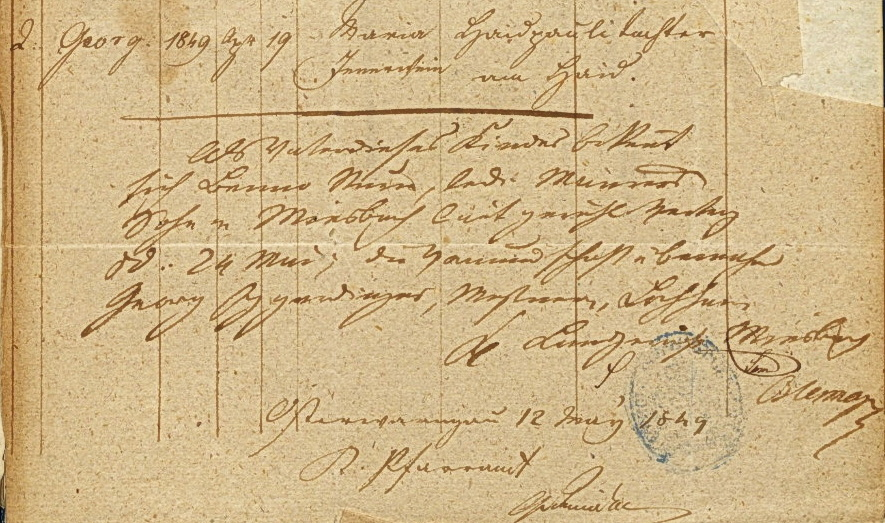

Laut dem Taufregister der Kirche St. Georg in Osterwarngau wurde Georg Jennerwein als uneheliches Kind der „Haidpaulitochter“ Maria Jennerwein in Haid am 19. April 1849 geboren und am folgenden Tag in Osterwarngau getauft; als Vater ist der aus Miesbach stammende „Messnerssohn“ Benno Sturm, Schuhmachergesell in Holzkirchen, eingetragen.
Jennerwein war Holzarbeiter in der Umgebung des Schliersees und Soldat im Deutsch-Französischen Krieg 1870/71. Zudem wusste „jeder (..), dass Jennerwein ein Wildschütz war, aber beweisen konnte es ihm keiner.“ Eine seiner Freundinnen wäre „das Agerl“ bzw. Agathe, die Sennerin von der Baumgarten-Alm, gewesen, mit der er eine gemeinsame Tochter namens Rosl hatte. Ferner wurde ihm nachgesagt, dass er ein guter Zitherspieler, Gstanzlsänger und Schuhplattler, aber auch ein „Weiberheld, Raufbold und Wirtshausbruder“ gewesen sei.
Im Frühjahr 1877 hat „nach der Überlieferung“ der Jagdgehilfe Pföderl neben einem „Kampf ums Agerl“ auch noch eine Begegnung mit Jennerwein auf dem Holzhackerball im Gasthof Glasl in Oberach hinzunehmen. Da hätte Jennerwein Pföderl vor allen Anwesenden provoziert, indem er ihm mit seinem Gamsbart quer über das Gesicht gestrichen hätte und gesagt haben soll: „Siehgst Pföderl, söllers Kraut wachst in dein Garten, aber brocka tua`s i!“ (Siehst du Pföderl, solches Kraut wächst in deinem Garten, aber ich pflücke es!) Des Weiteren heißt es bei Heim: Am 6. November 1877 um viertel vor zehn Uhr hatten Bauern einen Schuss vernommen, der am Peißenberg abgegeben wurde, auf den etwa um ein Uhr noch kurz nacheinander zwei weitere Schüsse folgten. Doch erst am 13. November 1877 stießen „Schlierseer Burschen“ auf die Leiche von Jennerwein. „Die Leiche bot einen entsetzlichen Anblick. Der rechte Fuß war unbekleidet, Schuh und Strümpfe waren ausgezogen und lagen daneben. Die große Zehe war in den Abzugsbügel des Gewehrs geklemmt, dessen Lauf auf das Gesicht gerichtet war ... Der Unterkiefer war zerschmettert.“ (In der Zeile zu Jennerwein enthält das oben erwähnte Taufregister noch einen handschriftlichen Nachtrag, der einen anderen Fundort des toten Jennerwein nennt: „NB! Der berühmte Wildschütze, der am Leonhardstag 1877 auf dem Kuhn??gl (Brecherspitze) erschossen wurde“.)
Vermutlich noch vor Tagesanbruch hatte sich Jennerwein in einem Graben des Schwarzenholzecks in Position gebracht, um Jagd auf Gämsen zu machen und zugleich einen freien Blick auf das königliche Forsthaus zu haben. Pföderl näherte sich dem Schwarzenholzeck, um für seinen angekündigten(?) Jagdgast „Dichter Kobell“ (Franz von Kobell?) einen Gamsbock auszuwählen. Laut einer These kommt es zu einem unverhofften Zusammentreffen der beiden. Im Reflex springt Jennerwein, der Pföderl noch im Forsthaus wähnte, zurück und dreht sich dabei um. Pföderl hingegen schießt ebenfalls im Reflex Jennerwein in den Rücken und läuft in seiner Panik zurück ins Forsthaus. Eine weitere These besagt: Pföderl ist nach einem Gespräch mit Forstwart Mayr, „dessen Inhalt nie bekannt wurde“, zu Jennerwein zurückgekehrt, um mit seinem Gewehr mindestens einen Schuss in dessen Kopf abzugeben und somit einen Selbstmord Jennerweins vorzutäuschen.
Am 25. November 1878 legte der königliche Staatsanwalt am Schwurgericht von Oberbayern den Geschworenen im Prozess gegen Pföderl vier Fragen vor:

„Erstens hat Pföderl den Holzarbeiter Jennerwein, nachdem er demselben vorher mit einer aus seinem Schießgewehr abgefeuerten Kugel die linke Brust und Lunge durchbohrt hatte, vorsätzlich und rechtswidrig, doch ohne Überlegung bei Ausführung der Tat dadurch getötet …, dass er mit einem oder zweien aus Jennerweins eigenem zweiläufigen Gewehre abgefeuerten Kugelladungen demselben den Kopf zerschmetterte und hierdurch dessen sofort eintretenden Tod verursacht?
Wird Frage Eins bejaht, so ist zu beantworten Zweitens, sind mildernde Umstände vorhanden? Wird Frage Eins verneint, so ist zu beantworten Drittens, hat Pföderl den Holzarbeiter Jennerwein vorsätzlich und rechtswidrig jedoch ohne Absicht zu töten, mit einer aus seinem Schießgewehre abgefeuerten Kugel die linke Brust und Lunge durchbohrt, infolge welcher Verletzung alsbald der Tod des Georg Jennerwein eintrat?
Wird Frage Drei bejaht, so ist zu beantworten Viertens, sind mildernde Umstände vorhanden?“

Die Antworten der Geschworenen lauteten: „Frage Eins: Nein; Frage Zwei: Entfällt; Frage Drei: Ja, jedoch ohne Folge des Todes; Frage Vier: Ja.“ Demnach hatte Pföderls Schuss Jennerwein zwar verletzt, aber nicht getötet und für diese Straftat waren mildernde Umstände zu berücksichtigen. So wurde Pföderl im Namen des Königs wegen „Vergehens der Körperverletzung“ zu acht Monaten Gefängnis verurteilt.
Im Anschluss an den Prozess wurde der Jagdgehilfe versetzt. Die Legende besagt: Pföderl wäre dann in der Valepp gänzlich dem Alkohol verfallen und schließlich, „wie der Tegernseer Steinmetz Wackersberger berichtet“, während eines Gewitters im Tegernseer Krankenhaus gestorben. „Als ein Blitz einschlug, sei er aus dem Kissen hochgefahren, habe nach dem Teufel geschrien und sei entseelt zurückgesunken.“

## Nachwirkung
Aus Jennerwein wurde ein Idol, dessen angebliches Grab auf dem Westenhofener Friedhof jährlich Hunderte von Jennerwein-Verehrern besuchen (siehe auch Abschnitt: Gedenken und Benennungen zu seinen Ehren). „Es sind der klangvolle Name, das Jennerwein-Lied und die Bühnenstücke, es ist der Zufall, dass Fotografien existieren und Jennerweins Gesicht nicht vergessen werden kann, die nach vorn gestellte Spielhahnfeder über dem Schnurrbart - und es ist vor allem der Schuss in den Rücken, der ihn unsterblich macht, weil er damit zum Symbol der Freiheit wird, die Schiller in den Bergen geortet zu haben glaubt.“
So wurde aus Jennerwein eine „romantische Legende“ und seine Wildererei als Aufbegehren gegen die Obrigkeit stilisiert. Die seit 1896 bis in die Gegenwart (zuletzt 2012) geschaffenen Romane, Filme und Theaterstücke mit ihm als Protagonisten nahmen ihren Anfang mit dem zum Volkslied gewordenen Jennerwein oder Auf den Bergen wohnt die Freiheit. Beginnend mit der Zeile „Es war ein Schütz in seinen besten Jahren“, verklärt es Georg Jennerwein zu einem Volkshelden, der sogar mit Robin Hood verglichen wurde, wiewohl nirgends überliefert ist, dass er seine Beute jemals mit Bedürftigen geteilt hätte.

### Jennerwein-Lied
Der Verfasser des Jennerwein-Liedes ist unbekannt, entstanden ist es vermutlich noch vor Ende des 19. Jahrhunderts, womöglich bereits kurz nach Jennerweins Tod. Um 1900 war das Lied und seine Interpretation der Ereignisse um Jennerwein innerhalb Oberbayerns bereits weit verbreitet. Der Kiem Pauli, ein Volksliedsammler, hat das Lied „vor dem 1. Weltkrieg schon aufgeschrieben“ und 1934 in seiner „Sammlung Oberbayerischer Volkslieder“ veröffentlicht.
Nachfolgend eine relativ ursprüngliche Textversion als „ereignisbezogenes Totengedächtnislied“ innerhalb „eines engen Personenkreises“, wie „Hartl, genannt Scherrerbauer“ es 1910 in den Tegernseer Bergen vorgesungen hat:
| Es war ein Schütz in seinen besten Jahren, der wurde weggeputzt von dieser Erd. Man fand ihn erst am neunten Tage, bei Tegernsee am Peissenberg. Auf hartem Fels hat er sein Blut vergossen, und auf dem Bauche liegend fand man ihn. Von hinten war er angeschossen, zersplittert war sein Unterkinn. Du feiger Jäger, das ist eine Schande und bringet dir gewiß kein Ehrenkreuz. Er fiel ja nicht im offnen Kampfe, der Schuß von hinten her beweist's. Man brachte ihn ins Tal und auf dem Wagen, bei finstrer Nacht sogleich ging es noch fort, begleitet von den Kameraden nach Schliersee, seinem Lieblingsort. | Dort ruht er sanft im Grabe, wie ein jeder, und wartet stille auf den Jüngsten Tag, dann zeigt uns Jennerwein den Jäger, der ihn von hint erschossen hat. Und an dem großen, großen Jüngsten Tage putzt jeder 's G'wissen und auch sein Gewehr, marschiern die Jäger samt die Förster aufs Gamsgebirg zum Luzifer. Und nun zum Schluß noch Dank den Veteranen, die diesen Trauermarsch so schön gespielt. Ihr Jäger, tut euch nur ermahnen, daß keiner mehr von hinten zielt. Denn auf den Bergen, ja da ist die Freiheit, denn auf den Bergen ist es doch so schön, dort wo auf grauenhafte Weise der Jennerwein zugrund mußt gehn. |

Das Volkslied wird bis heute von vielen Gruppen in zum Teil umgedichteten und auch um einige Strophen ergänzten Versionen vorgetragen.
Eine Dixieland-Version stellten die Hot Dogs (1955–2004) – Deutschlands erfolgreichste Dixieland-Band – unter dem Titel Der Wildschütz Jennerwein 1966 auf der B-Seite der Single ihres ersten großen Erfolges Ja, so warn’s, die alten Rittersleut vor. Der Titel wurde auch noch Jahrzehnte später u. a. im Fernsehen von der Band häufig vorgetragen.
Die Anfangstakte der Melodie des Jennerweinliedes sind identisch mit denen des Horst-Wessel-Liedes. Das Bayerische Oberste Landesgericht hat dazu mit seinem Urteil vom 15. März 1989 festgestellt, dass die Melodie des Jennerweinlieds insgesamt trotz dieser Übereinstimmung nicht als Kennzeichen verfassungswidriger Organisationen angesehen wird, wenn nicht besondere Umstände hinzutreten. Die Darbietung der Melodie des Jennerweinlieds ist somit weder strafbar noch verboten.
Von Monika Maron wurde das Lied in ihrem Roman Animal triste (1996) erwähnt und mit zehn Verszeilen zitiert.

### Filme, Romane und Theaterstücke
Georg Jennerwein wurde zum Protagonisten bzw. zur Hauptfigur:
in den Filmen
- Wildschütz Jennerwein – Herzen in Not. Deutscher Kinofilm. Regie und Hauptrolle: Hanns Beck-Gaden. Mercedes-Film, München 1929 (UA 1930).[20]
- Jaider – der einsame Jäger. Deutscher Spielfilm, angelehnt an das Leben von Jennerwein. Regie: Volker Vogeler, Hauptrolle: Gottfried John. Bavaria Atelier für den WDR 1970 (UA 1971).
- Jennerwein. Fernsehfilm. Regie: Hans-Günther Bücking, Hauptrolle: Fritz Karl. BR und ORF, 2003.

in den Romanen
- Otto von Schaching: Jennewein, der Wildschütze – Eine wahre Geschichte a. d. Bergen. Manz Verlag, Regensburg (4. Aufl.) 1919
- Georg Stöger-Ostin: Georg Jennerwein, der Wildschütz. Roman. Müller & Königer, München 1929; Neuausgaben: Pflaum Verlag, München 1947; Berg Verlag, München (7. Aufl.) 1974, ISBN 3-7634-0091-5.
- Manfred Böckl: Jennerwein: der gewilderte Wildschütz. Historischer Roman. Ehrenwirt, München 1993, ISBN 3-431-03284-2.

Neuausgaben: Jennerwein – Ein bayerisches Wildererdrama. Tb. Aufbau, Berlin 1997, ISBN 3-7466-1291-8; HC. Bayernland, Dachau 2011, ISBN 978-3-89251-424-4.
- Barbara Haltmair: Mein geliebter Jennerwein. Roman. Rosenheimer Verlagshaus, Rosenheim 1997, ISBN 3-475-52884-3.

in den Theaterstücken
- Ferdinand Winter: s`Almröserl oder Jenneweins Ende. Vorlage im Selbstverlag 1896; Theaterverlag Xaver Bauer, Mittenwald 1921 (mehrere Auflagen).[21]
- Werner Schlierf: Kurzer Prozess – Der Wild-schütz Jennerwein. Theaterstück im und für das Schlierseer Bauerntheater. UA 1998,[22] jährlich aufgeführt bis 2010.[1]
- Sebastian Schlagenhaufer: Jennerwein – Bluat vo da Gams. Theaterstück, Nonpareille, Grafing bei München. UA 2012 im Markus Wasmeier Freilichtmuseum.[23]
- Werner Winkler, Martin Politowski, „Gämsendämmerung“ ein bayerisches Musical (Liedertext und Komposition Sebastian Winkler) Premiere Dez. 2015 Theater Drehleier München.

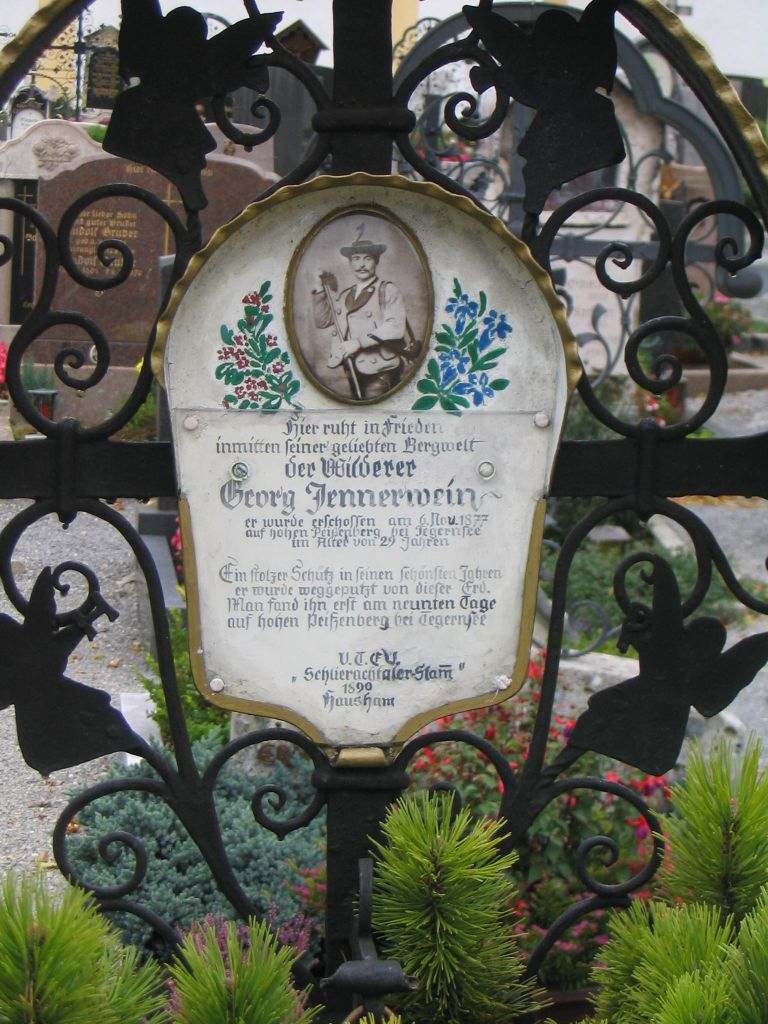
Jennerweins Grabkreuz auf dem Friedhof Westenhofen in Schliersee

### Gedenken und Benennungen zu seinen Ehren
An Jennerweins 99. Todestag wurde eine gewilderte Gams an sein Grabkreuz gehängt. Zu seinem 100. Todestag wurde 1977 wenige hundert Meter entfernt vom Bodenschneidhaus zu seinem Gedenken ein Marterl errichtet.
Noch heute (Stand: 2017) wird das Grab von „örtlichen Trachtlern“ gepflegt und von Jennerwein-Fan-Clubs besucht.
Mehrere bayerische Schützenvereine haben sich nach ihm benannt, unter anderem in Etting, einem Stadtteil von Rain, in Oberlauterbach, einem Ortsteil von Aresing und in Eicherloh, einem Ortsteil von Finsing. Und es gab Unterhaltungsmusiker, die sich als „Wildschütz-Jennerwein-Musikanten“ bezeichneten.

### Grabkreuz auf falschem Grab
Jennerwein ist auf dem Westenhofener Friedhof in Schliersee begraben. Das Grabkreuz wurde von einflussreichen Gemeinderatsmitgliedern später versetzt, da sie ihre Angehörigen nicht neben Jennerwein beerdigt wissen wollten. Die falsch gekennzeichnete Grabstelle verwilderte während des Zweiten Weltkriegs, doch 1947 wurde von einer Privatperson die „Aufstiftungsgebühr“ zum Erhalt dieser Grabstelle entrichtet. Ab 1961 übernahmen die Mitglieder des Schlierachtaler Trachtenvereins die Grabpflege. Wo das eigentliche Grab war und die Überreste von Jennerwein verblieben sind, ist unsicher. Zudem steht die Angabe auf dem Grabkreuz (siehe Abb.) „erschossen ... im Alter von 29 Jahren“ im Widerspruch zu den Angaben im Taufregister (siehe Einleitung ganz oben).
In einer Fernsehsendung des BR vom 20. Februar 2021 wird eine alt wirkende Schwarzweiß-Aufnahme gezeigt, wonach Jennerwein auf dem Schild des Grabkreuzes früher nicht wie jetzt als „Wilderer“, sondern als „Wildschütz“ bezeichnet wurde – denn ein Wilderer wäre ein „Fallensteller und Schlingenleger“ und eben kein Schütze.
Ferner wird darin ein Foto präsentiert, das angeblich Jennerwein kurz vor seinem Tod neben Agathe und seiner Tochter zeigen würde. In dem Beitrag kommt auch mit Christoph Bachmann, der Leitende Direktor des Staatsarchivs München, zu Wort, der zum einen feststellt, dass Jennerwein erst nach seinem Tod durch das anschließend verfasste Jennerwein-Lied Bekanntheit erlangte, und zum anderen, dass, abgesehen vom Urteil gegen Josef Pföderl als „einzige archivarische Quelle“, weder Prozessakten noch sonstige Dokumente im Zusammenhang mit Georg Jennerwein existieren.